# تاريخ اليعقوبي
تاريخ اليعقوبي من تأليف المؤرخ اليعقوبي وهو أول كتاب اتصف بالعمل الموسوعي من كتب التاريخ في الإسلام طبع لأول مرة في ليدن سنة 1860م، ثم في النجف (مطبعة الغري) في ثلاثة أجزاء في (717) صفحة.
بناه اليعقوبي على قسمين، تناول في الأول تاريخ العالم منذ بدء الخليقة، وجعل الثاني خاصاً بالتاريخ الإسلامي حتى أيام المعتمد على الله العباسي، حوادث سنة 259هـ (872م) قبل وفاته ب(33) سنة.